# Geografia de Minas Gerais
O estado de Minas Gerais está localizado entre os paralelos de 14º13'58" e 22º54'00" de latitude sul e os meridianos de 39º51'32" e 51º02'35" a oeste de Greenwich. Seu fuso horário corresponde a  menos 3 horas em relação a Greenwich.
Seu território abrange uma área de 588 384,30 km², sendo o quarto estado mais extenso do Brasil. Ao longo dos seus 4727 km de perímetro, Minas Gerais faz divisa com os estados de São Paulo a sudoeste e sul, com o Rio de Janeiro a sudeste, com o Espírito Santo a leste, com a Bahia a nordeste e norte, com Goiás e o Distrito Federal a noroeste e com o Mato Grosso do Sul a oeste. As distâncias entre os pontos extremos do estado são de 986 km no sentido norte-sul e de 1248 km no sentido leste-oeste.
É o segundo Estado mais populoso do país, com 20 milhões de habitantes (FJP,2009) que se distribuem por 853 municípios, sendo a unidade da federação brasileira com o maior número de municípios. Os municípios mineiros representam 51,2% dos existentes na Região Sudeste e 15,5% dos existentes no Brasil. A capital Belo Horizonte ocupa a região central do estado.

## Relevo
As regiões mineiras estão situadas num planalto cuja altitude varia de 100 a 1500 metros, possuindo um território inteiramente planáltico, não apresentando planícies. Mais da metade do estado localiza-se no Planalto Atlântico, com relevos de "mares de morros ou ondulados" e altitude média de 700 m. Já na porção do noroeste mineiro, apresentam-se os platôs do Planalto Central.
As altitudes mais baixas estão nas várzeas dos rios no sudeste, leste e norte do estado. Os pontos mais altos estão nas serras da Mantiqueira, do Espinhaço, da Canastra e do Caparaó, com terrenos acima dos 1700 m. O ponto culminante do estado é o Pico da Bandeira, com 2891,3 m de altitude, situado na divisa com o estado do Espírito Santo. Outros pontos altos do estado são a Pedra da Mina com 2798,1 m, o Pico das Agulhas Negras com 2790,9 m e o Pico do Cristal com 2769 m.

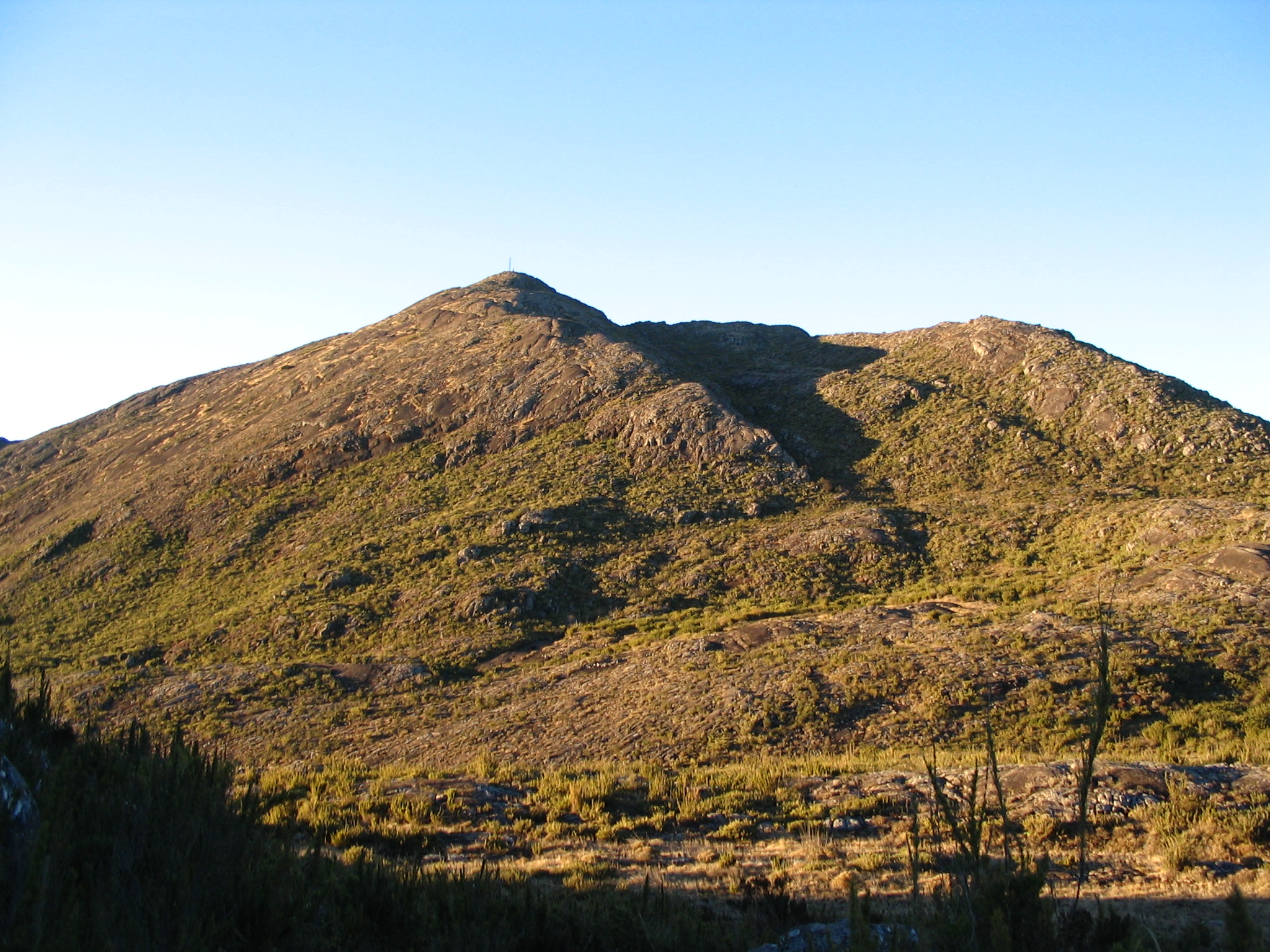
Pico da Bandeira, ponto culminante do estado.

Exemplo de algumas cidades mineiras com relevo tipicamente montanhoso em suas sedes municipais:
- Acima de 1000m de altitude na sede:

Senador Amaral,
São Tomé das Letras,
Maria da Fé,
Marmelópolis,
Munhoz,
São Gotardo,
Gonçalves,
Bom Repouso,
Bueno Brandão,
Delfim Moreira,
Poços de Caldas,
Alagoa,
Barbacena,
Ouro Preto,
Caldas,
Ouro Branco,
Araguari,
Diamantina,
Camanducaia,
Cruzília, Campo Belo
Cristina,
Carvalhos,
Carrancas.
Serra do Salitre,
Tiros,
Matutina,
Arantina,
Bom Jardim de Minas,
Bocaina de Minas,
Pratinha,
Campos Altos,
Muzambinho,
Campestre,
Ipuiúna,
Lagoa Dourada,
Santa Rita de Caldas, Santo Antônio do Monte.
- Entre 900m a 1000m:

Andradas,
Andrelândia,
Alto Caparaó,
Aiuruoca,
Araxá,
Botelhos,
Conselheiro Lafaiete, Juiz de Fora,
São Sebastião do Paraíso,
Extrema,
Itapeva,
Patrocínio,
Lavras,
Varginha,
Passa Quatro,
Itamonte,
Cambuquira,
Senador José Bento,
Tiradentes,
São João Del Rey,
Ibitiúra de Minas,
Ouro Fino,
Santo Antônio do Amparo,
Camacho,
Paraisópolis, Piedade de Caratinga.

## Clima

Mapa climático de Minas Gerais.

No Território mineiro o clima que predomina é o tropical de altitude, além de apresentar o tropical. O primeiro ocorre nas áreas de relevo mais elevadas nas quais desenvolvem temperaturas que variam entre 17 a 20 °C, com índices pluviométricos que superam os 1.300 mm anuais. O clima tropical se apresenta nas áreas mais baixas, a temperatura nessa região oscila entre 22 e 23 °C com duas estações bem definidas, com verões chuvosos e invernos secos. As chuvas no norte do estado variam de 700 a 900 mm e no sul 1300 a 3500 mm.

## Vegetação

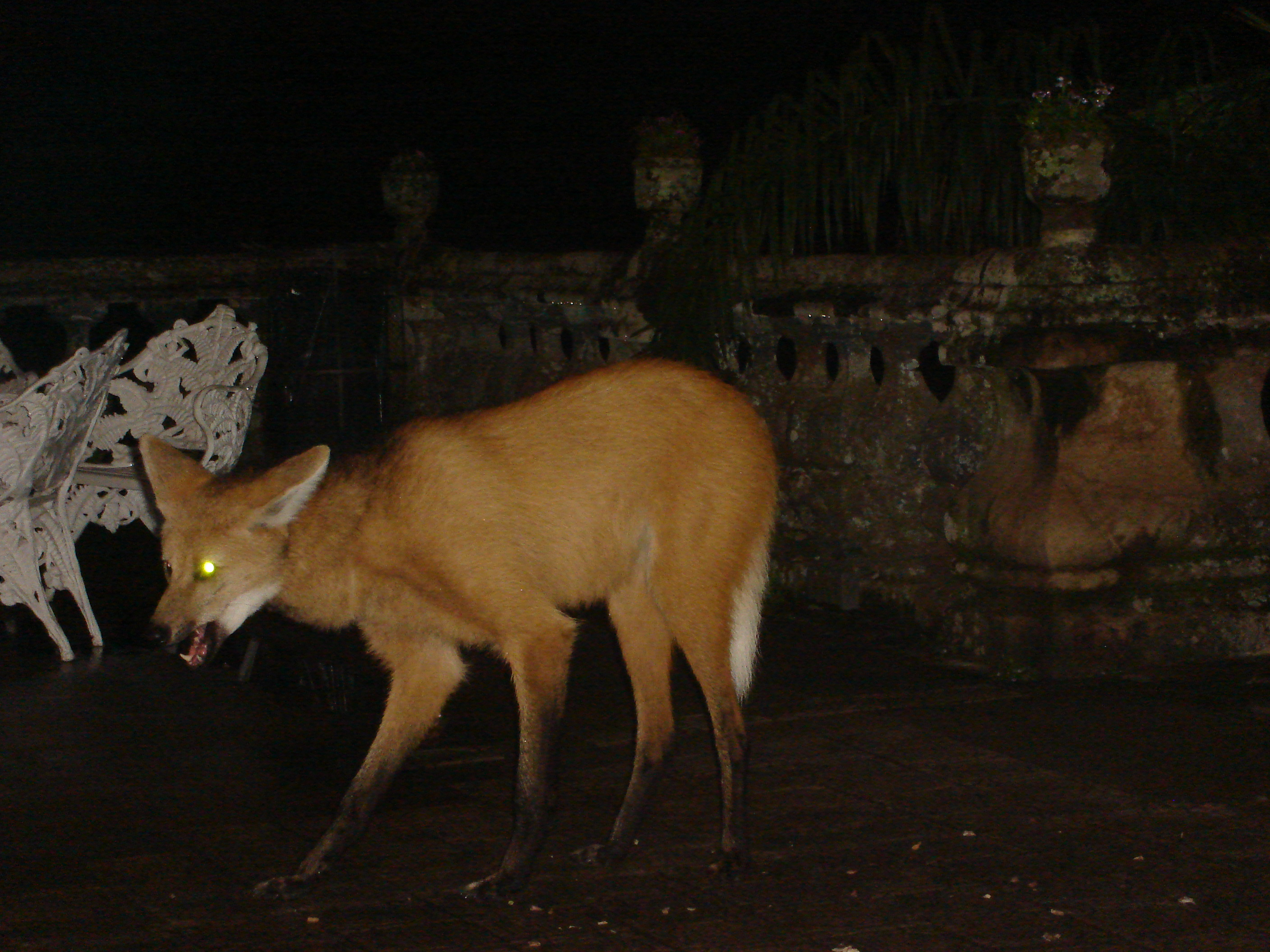
Lobo-Guará na Serra do Caraça, Minas Gerais. Animal típico do Cerrado mineiro.

Originalmente, a cobertura vegetal de Minas Gerais era constituída por dois biomas principais: Cerrado e Mata Atlântica, apresentando todas as suas fitocenoses.
O Cerrado (campo limpo,  cerrado, mata seca, campo rupestre) ocorre em praticamente metade de Minas Gerais, principalmente no Triângulo Mineiro, Alto Paranaíba, Oeste, Metropolitana de BH, Central Mineira, Nordeste, Noroeste e Norte de Minas. A fauna é representada principalmente pelo tamanduá, tatu, anta, jibóia, cascavel e o cachorro-do-mato, lobo-guará, veado-campeiro, o mico-estrela e o pato-mergulhão.
A Mata Atlântica ocupava a segunda maior área de ocorrência em Minas Gerais, nas regiões da Zona da Mata, Campos das Vertentes, Sul, Metropolitana de BH, Vale do Rio Doce e Vale do Mucuri. Foi fortemente devastada, ocorrendo atualmente em áreas restritas.
Os Campos Rupestres são típicos das terras altas do estado, ocorrendo nos pontos mais elevados das serras da Mantiqueira, do Espinhaço e da Canastra.
A Mata Seca é uma fitocenose do bioma Cerrado, ocorrendo sobre formações calcárias da Formação Bambuí, notadamente na depressão Sanfranciscana.

## Regiões Hidrográficas
Minas Gerais abriga em seu território as nascentes de importantes rios brasileiros. O território do estado está inserido nas seguintes regiões hidrográficas brasileiras: São Francisco, Paraná, Atlântico Leste e Atlântico Sudeste.

### São Francisco

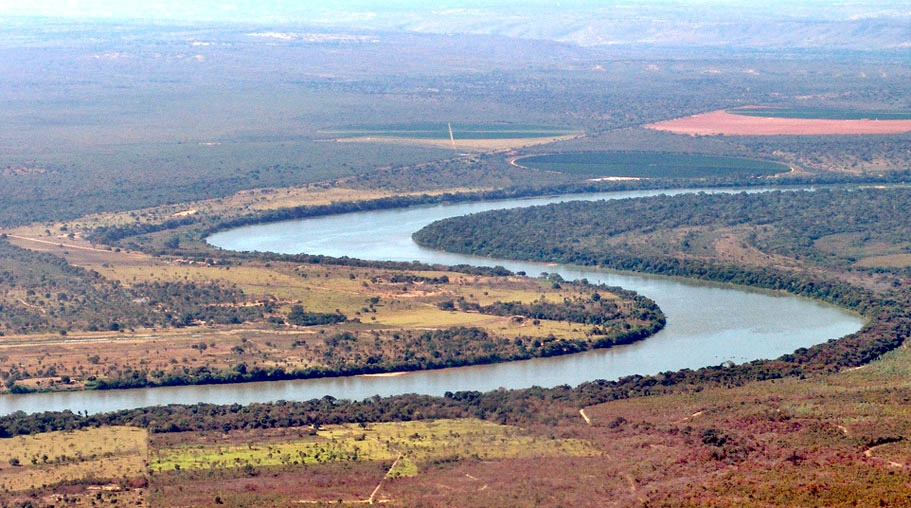
Trecho do rio São Francisco entre os municípios de Ponto Chique e Pirapora, em Minas Gerais.

Quase metade da área do estado de Minas Gerais está inserida nesta região hidrográfica, fazendo parte dela municípios das regiões Norte, Noroeste, Oeste, Central Mineira e quase toda a Metropolitana de BH. O rio São Francisco é o principal rio de Minas Gerais e um dos mais importantes do Brasil, brota nas nascentes na Serra d'Água, próximo ao município de Medeiros com o nome de Rio Samburá, e somente após receber as águas que vertem da Serra da Canastra, recebe o nome de São Francisco. Outros rios importantes na bacia são o Pará, Paracatu, Paraopeba, das Velhas e Verde Grande, afluentes do São Francisco.

### Paraná
A porção de Minas Gerais inserida na região hidrográfica do Paraná é a responsável pela maior parte da energia elétrica gerada no estado através de usinas hidrelétricas. Divide-se em 3 bacias menores:
- Bacia do Rio Paranaíba

O rio Paranaíba é um dos formadores do rio Paraná. Tem sua nascente na Serra da Mata da Corda, na região do Alto Paranaíba. A bacia também se estende pelo norte do Triângulo Mineiro e ao longo da divisa com o estado de Goiás.
- Bacia do Rio Grande

O rio Grande é o outro formador do rio Paraná, nasce na Serra da Mantiqueira, no município de Bocaina de Minas, Sul de Minas. A bacia do rio Grande engloba também a região do Campo das Vertentes e o sul do Triângulo Mineiro. Outros rios importantes na bacia são o Verde, o Pardo, o Sapucaí e o das Mortes.
- Bacia do Rio Piracicaba/Jaguari

Engloba uma porção muito pequena do estado, apenas 5 municípios do Sul de Minas junto à divisa com o estado de São Paulo. O rio Jaguari é um dos formadores do rio Piracicaba, afluente do rio Tietê.

### Atlântico Leste
A parte de Minas Gerais inserida na região hidrográfica do Atlântico Leste se subdivide em 3 bacias menores:
- Bacia do Rio Jequitinhonha

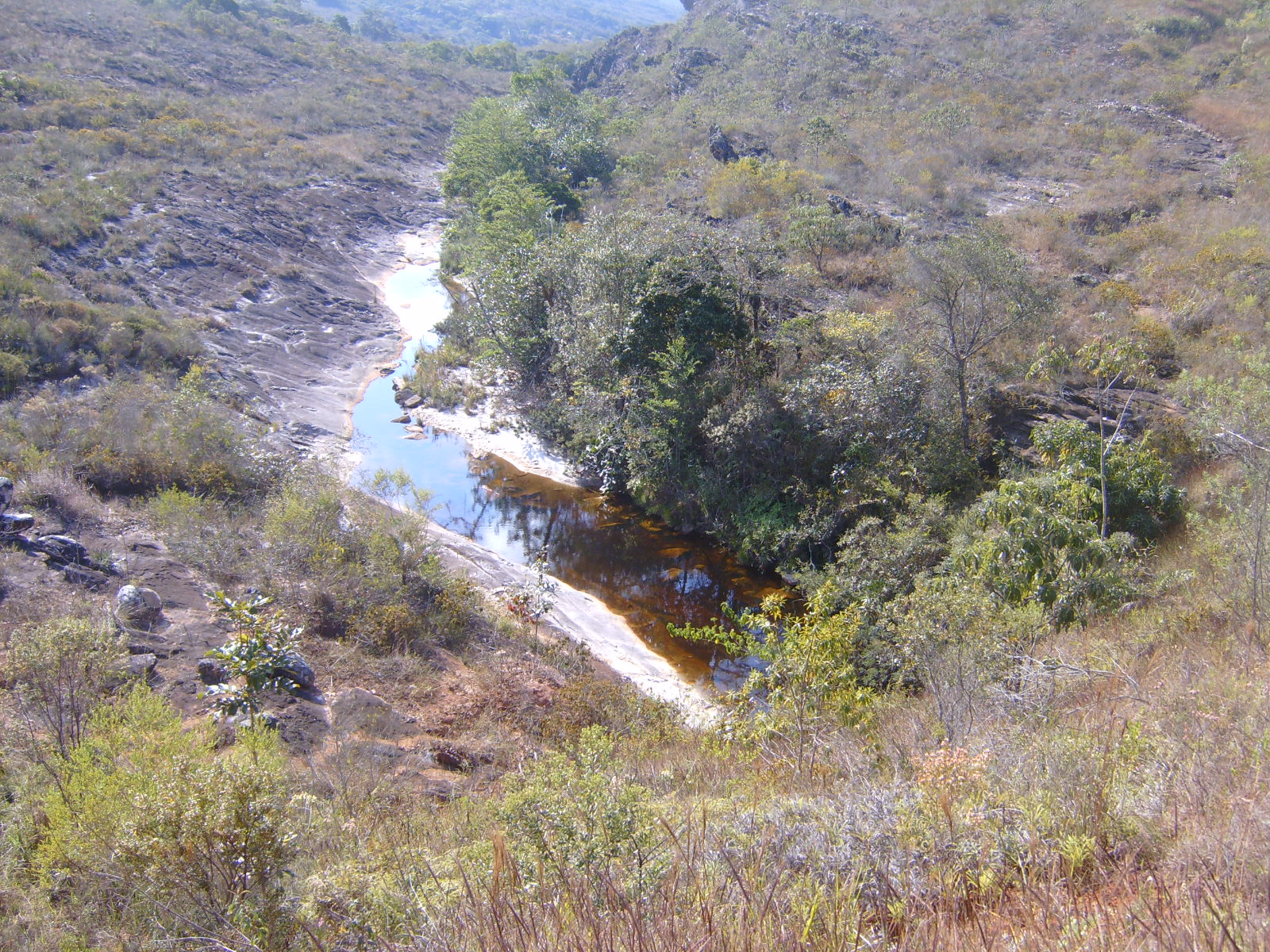
Nascente do Rio Jequitinhonha, em Serro, Minas Gerais.

O rio do Marajó tem suas nascentes próximas às cidades de Diamantina e Serro. Sua bacia se estende pela região de mais baixos indicadores sociais do estado, mas de forte riqueza cultural.
- Bacia do Rio Mucuri

O rio Mucuri é formado pela junção de dois formadores, o Mucuri do Sul, que nasce próximo a Malacacheta, e o Mucuri do Norte, que nasce próximo a Ladainha. Sua bacia hidrográfica situa-se junto à divisa de Minas com os estados da Bahia e do Espírito Santo.
- Bacia do Rio Pardo

A bacia do rio Pardo localiza-se no Norte de Minas, abrangendo uma pequena região junto à divisa com a Bahia. As nascentes do rio Pardo localizam-se em Rio Pardo de Minas.

### Atlântico Sudeste
A região hidrográfica do Atlântico Sudeste alcança a porção leste do estado de Minas Gerais, se dividindo em 3 bacias:
- Bacia do Rio Doce

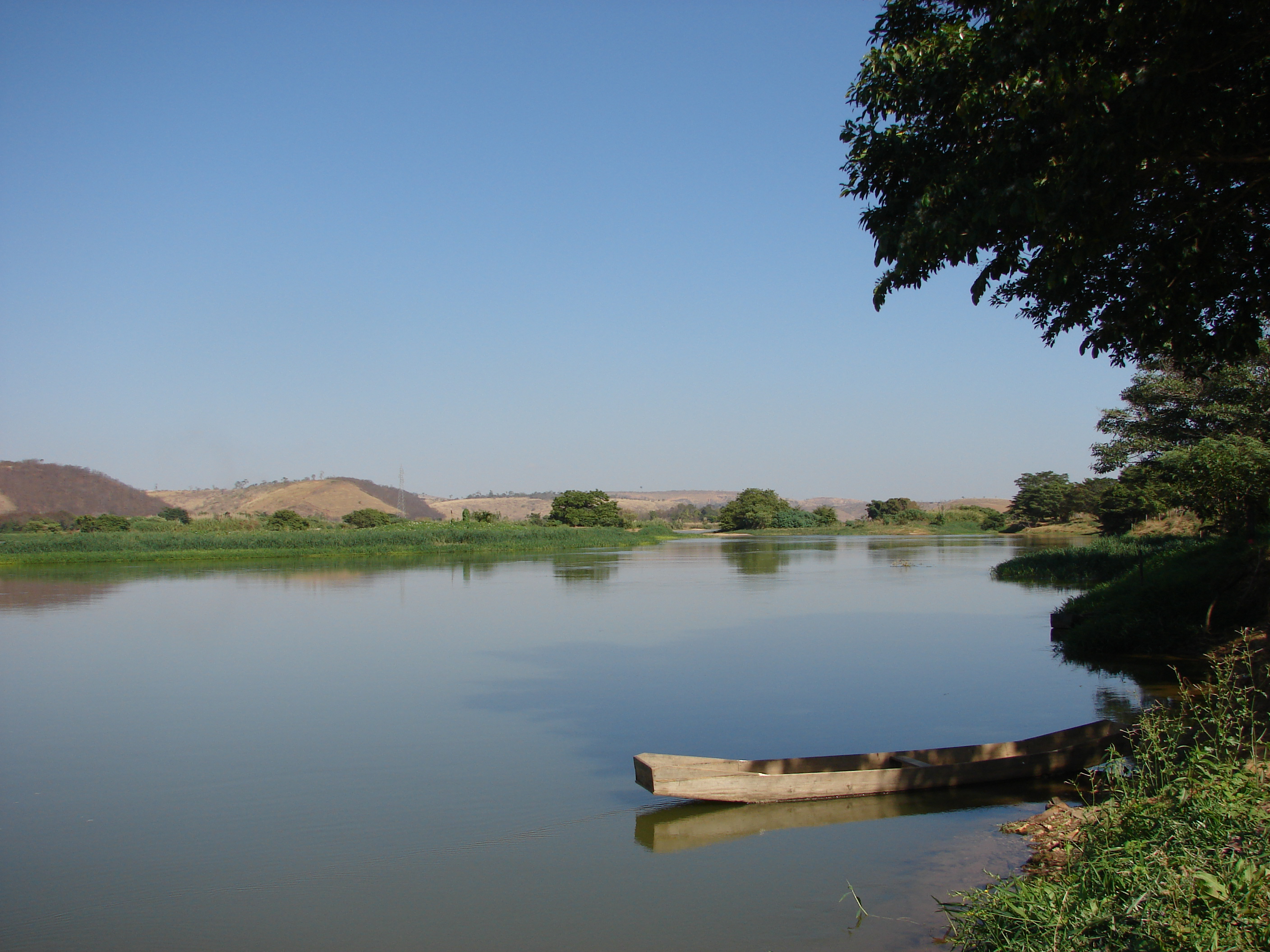
Rio Doce em Galiléia.

A bacia do Rio Doce abrange municípios do norte da Zona da Mata, leste da Metropolitana de BH e todo o Vale do Rio Doce. Nessa bacia está localizada a Região Metropolitana do Vale do Aço. Outros rios importantes na bacia são o Piranga e o Carmo, formadores do Doce, e seus afluentes Xopotó, Piracicaba, Casca, Santo Antônio e Manhuaçu.
- Bacia do Rio Paraíba do Sul

Trata-se de uma das principais bacias em termos de geração de energia elétrica para o estado de Minas. O rio Paraíba do Sul não atravessa o estado, mas marca sua divisa com o estado do Rio de Janeiro. Seus principais afluentes nascem em Minas Gerais e cortam toda a região que abrange boa parte da Zona da Mata, o leste do Campo das Vertentes e do Sul de Minas. Os principais rios desta bacia em Minas Gerais são o Paraibuna, o Pomba e o Muriaé. Outros rios desta bacia importantes na região são o Pirapetinga (afluente do Paraíba do Sul); o Preto e o do Peixe (afluentes do Paraibuna); o Novo, o Xopotó e o Formoso (afluentes do Pomba); o Glória e o Carangola (afluentes do  Muriaé).
- Bacia do Rio Itabapoana

A bacia do rio Itabapoana abrange uma porção muito pequena do estado, no nordeste da Zona da Mata, junto à Serra do Caparaó, na divisa com o Espírito Santo.

## Cidades

### Capital
A capital é Belo Horizonte, concebida e planejada para substituir a colonial Ouro Preto ao final do século 19, então saturada e esgotada em sua capacidade de infra-estrutura para sediar o governo. Teve sua construção marcada pela formulação de planejamento urbano específico, espelhado no exemplo de Boston (EUA). Foi inaugurada em 12 de dezembro de 1897. Dentre os inúmeros fatores que pesaram na criação de Belo Horizonte, a localização privilegiada foi determinante, por estar a capital quase centralizada no estado. Em relação aos municípios das capitais brasileiras, a distância máxima (até Boa Vista) não passa de 3.118 km, e dentro do próprio estado não vai além de 865 km (Formoso). Sua localização faz com que por meio dela ou em suas cercanias passem rodovias federais muito importantes para a interligação nacional, como as rodovias BR-040, BR-262,BR-265 e BR-381, dentre outras.
Belo Horizonte é a cidade mais populosa do estado, com 2,4 milhões de habitantes (FJP,2005). Com outros 33 municípios, forma a principal região metropolitana do estado, com 5,5 milhões de habitantes.

### Outras cidades importantes

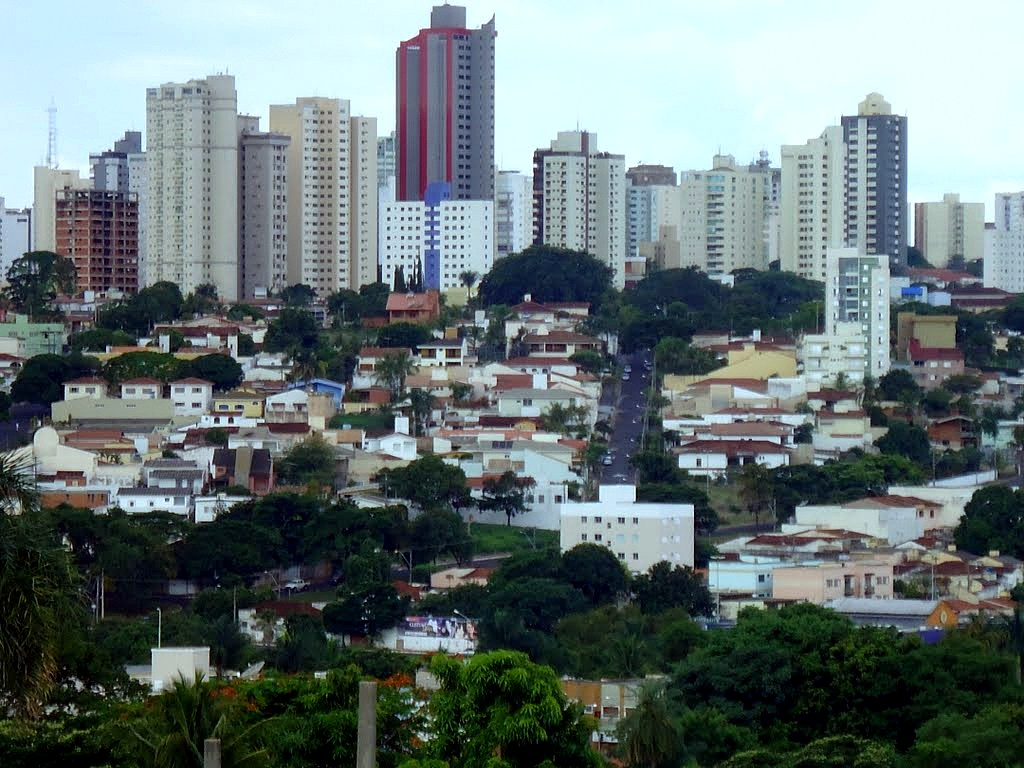
Uberlândia, a segunda cidade mais populosa de Minas Gerais.

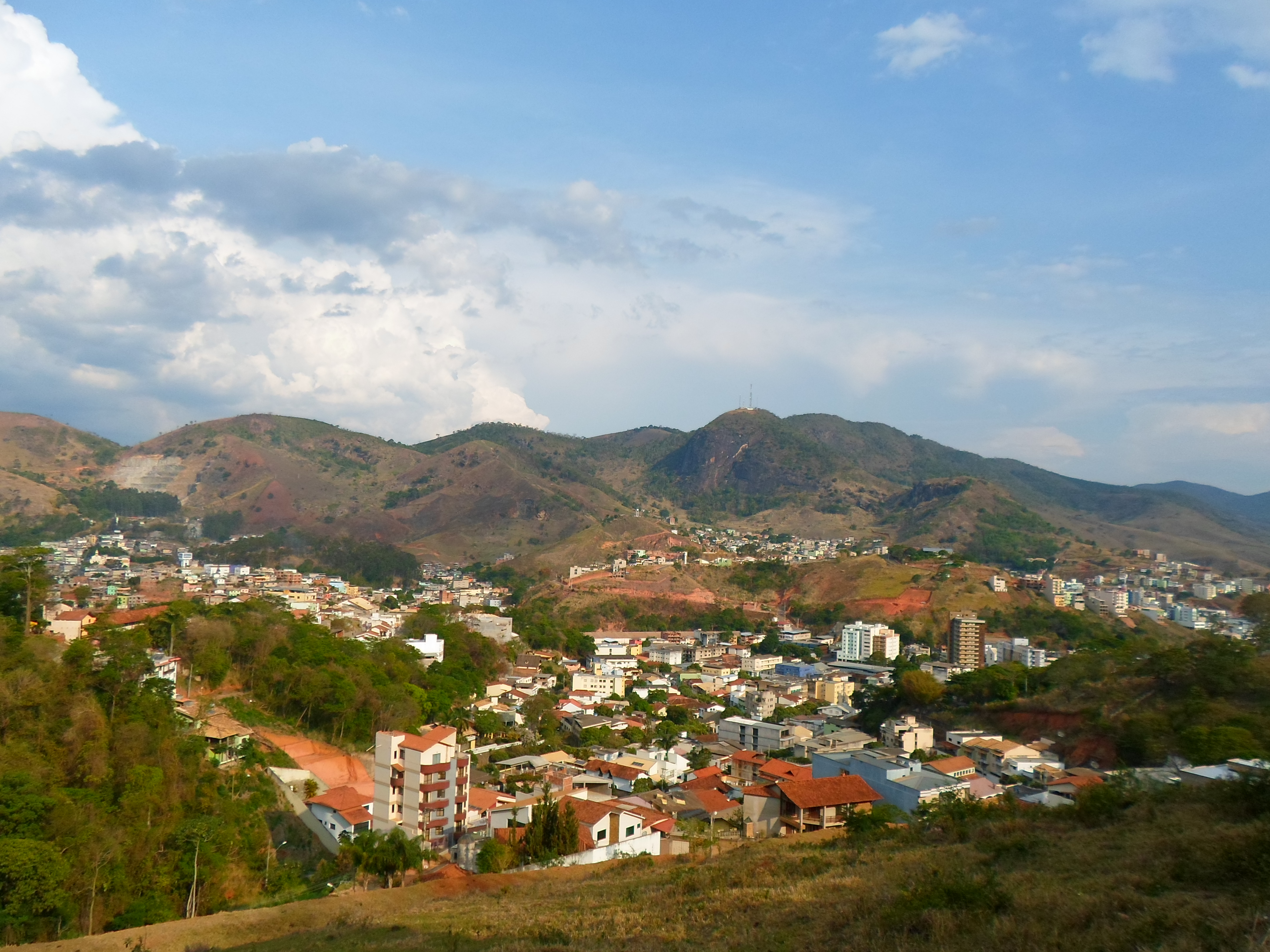
Caratinga, a trigésima quinta maior cidade de Minas Gerais

- Além Paraíba
- Araguari
- Araxá
- Barbacena
- Betim
- Cataguases
- Conselheiro Lafaiete
- Contagem
- Coronel Fabriciano
- Diamantina
- Almenara
- Divinópolis
- Governador Valadares
- Ipatinga
- Itabira
- Itaúna
- Itapecerica
- João Monlevade
- Juiz de Fora
- Lavras
- Leopoldina
- Manhuaçu
- Mariana
- Montes Claros
- Nova Serrana
- Ouro Preto
- Pará de Minas
- Patos de Minas
- Poços de Caldas
- Pouso Alegre
- Ribeirão das Neves
- Santa Luzia
- São João del-Rei
- Sete Lagoas
- Timóteo
- Ubá
- Uberlândia
- Uberaba
- Varginha
- Viçosa